# Miler Bolaños
Miler Alejandro Bolaños Reasco (ur. 1 czerwca 1990 w Esmeraldas) – ekwadorski piłkarz występujący na pozycji ofensywnego pomocnika lub napastnika w ekwadorskim klubie Guayaquil City oraz w reprezentacji Ekwadoru. Znalazł się w kadrze na Copa América 2015 i Copa América 2016.